# Daina Opolskaitė
Daina Opolskaitė-Kovalčikienė (Vilkaviškis, 18 luglio 1979) è una scrittrice lituana.

## Biografia e carriera letteraria
Nata a Vilkaviškis, si è laureata in Lingua e letteratura lituana presso l'Istituto pedagogico di Vilnius nel 2002 e ha lavorato come docente di scuola superiore per 20 anni.
Ha esordito nel 2000 con la raccolta di racconti brevi Drožlės (Trucioli), per dedicarsi successivamente alla scrittura per ragazzi; nel 2019 è ritornata alla letteratura per adulti con la sua seconda raccolta di racconti brevi Le piramidi di giorni (Dienų piramidės), fra le opere vincitrici del Premio letterario dell'Unione Europea nel 2019.

## Opere

### Raccolte di racconti
- (LT)  Drožlės (Trucioli, 2000)
- Daina Opolskaitė, Le piramidi di giorni [Dienų piramidės], collana Gli Iperborei, 337, traduzione di Adriano Cerri, Milano, Iperborea, 2021  [2019], ISBN 978-88-7091-637-9.

### Per ragazzi
- (LT)  Eksperimentas gyventi (Un esperimento da vivere, 2015)
- (LT)  Ir vienąkart, Riči (E una volta, Riči, 2016)
- (LT)  Užraktas (Il lucchetto, 2018)
- (LT)  Kur dingo Edvinas Kratas? (Che fine ha fatto Edvinas Kratas?, 2021)